# Gruppa Krovi
Gruppa Krovi (em russo:  Группа крови, "tipo sanguíneo") é um álbum de estúdio da banda de rock soviética Kino, lançado em 1988, e relançado em 1996, pela gravadora russa Moroz Records.
Uma versão reduzida do álbum foi lançada nos Estados Unidos em 1989, com apoio da Capitol Records.
A música-título, "Gruppa Krovi", é uma célebre canção anti-guerra, e fez parte da trilha sonora do game Grand Theft Auto IV.

## Faixas
1. "Группа крови" (Gruppa krovi, "Tipo sanguíneo") – 4:45
2. "Закрой за мной дверь, я ухожу" (Zakroi za mnoi dvyer', ya urroju, "Feche a porta depois de mim, estou saindo") – 4:15
3. "Война" (Voina, "Guerra") – 4:04
4. "Спокойная ночь" (Spokoinaya notch, "Noite tranquila") – 6:07
5. "Мама, мы все тяжело больны" (Mama, myi vse tyajelo bol'nyi, "Mamãe, todos ficamos loucos") – 4:06
6. "Бошетунмай" (Boshetunmay) – 4:09
7. "В наших глазах" (V nashikh glazakh, "Aos nossos olhos") – 3:34
8. "Попробуй спеть вместе со мной" (Poprobui cpet' vmeste so mnoi, "Tente cantar comigo") – 4:35
9. "Прохожий" (Prokhojii, "Temporário") – 3:39
10. "Дальше действовать будем мы" (Dal'she deistvovat' budem myi, "Agora somos nós que mandamos") – 3:55
11. "Легенда" (Leguenda, "Lenda") – 4:10

## Músicos participantes
- Viktor Tsoi - Vocais, guitarra
- Yurii Kasparyan - Guitarra solo, backing vocals
- Igor Tikhomirov - Baixo
- Georgiy Guryanov - Percussão, backing vocals
- Andrei Sigle - Teclados
- I. Verichev - Ruídos